# Liste des députés européens de Bulgarie de la 9e législature

Cet article présente la liste des députés européens de Bulgarie élus lors des élections européennes de 2019 en Bulgarie.

## Députés européens élus en 2019
| Nom                           | Parti | Parti                                                  | Groupe parlementaire européen |
| ----------------------------- | ----- | ------------------------------------------------------ | ----------------------------- |
| Asim Ademov                   |       | Citoyens pour le développement européen de la Bulgarie | PPE                           |
| Andrey Kovatchev              |       | Citoyens pour le développement européen de la Bulgarie | PPE                           |
| Eva Maydell                   |       | Citoyens pour le développement européen de la Bulgarie | PPE                           |
| Andrey Novakov                |       | Citoyens pour le développement européen de la Bulgarie | PPE                           |
| Emil Radev                    |       | Citoyens pour le développement européen de la Bulgarie | PPE                           |
| Ivo Hristov                   |       | Parti socialiste bulgare                               | S&D                           |
| Tsvetelina Penkova            |       | Parti socialiste bulgare                               | S&D                           |
| Sergueï Stanichev             |       | Parti socialiste bulgare                               | S&D                           |
| Petar Vitanov                 |       | Parti socialiste bulgare                               | S&D                           |
| Elena Yoncheva                |       | Parti socialiste bulgare                               | S&D                           |
| Atidzhe Alieva-Veli           |       | Mouvement des droits et des libertés                   | RE                            |
| Ilhan Kyuchyuk                |       | Mouvement des droits et des libertés                   | RE                            |
| Iskra Mihaylova               |       | Mouvement des droits et des libertés                   | RE                            |
| Angel Dzhambazki              |       | VMRO - Mouvement national bulgare                      | CRE                           |
| Andrey Slabakov               |       | VMRO - Mouvement national bulgare                      | CRE                           |
| Radan Kanev                   |       | Démocrates pour une Bulgarie forte                     | PPE                           |
| Alexander Alexandrov Yordanov |       | Union des forces démocratiques                         | PPE                           |

## Entrants et sortants
| Entrant | Parti | Groupe | En remplacement de | Date | Motif |
| ------- | ----- | ------ | ------------------ | ---- | ----- |

## Changement d'affiliation
| Membre | Parti  | Parti   | Groupe | Groupe  | Date |
| Membre | Ancien | Nouveau | Ancien | Nouveau | Date |
| ------ | ------ | ------- | ------ | ------- | ---- |